# Mexikanische Fußballnationalmannschaft der Frauen/Weltmeisterschaften
Der Artikel beinhaltet eine ausführliche Darstellung der mexikanischen Fußballnationalmannschaft der Frauen bei Weltmeisterschaften. Mexiko konnte sich für drei WM-Endrunden der Frauen qualifizieren und lag in der ewigen Tabelle als beste Mannschaft, die noch kein Spiel gewann, vor der WM 2015 auf Platz 19. Durch das bessere Abschneiden von vier Neulingen sowie Kolumbien, Neuseeland und Südkorea rutschte Mexiko nach der Vorrunde auf Platz 26 ab und war bis 2019 die schlechteste Mannschaft mit drei Teilnahmen. Durch die vierte Teilnahme der Argentinierinnen, die auch 2023 kein Spiel gewinnen konnten, ist Mexiko nun wieder schlechteste Mannschaft mit drei Teilnahmen.

## Die Nationalmannschaft bei Weltmeisterschaften

### Übersicht
| Jahr | Gastgeberland         | Teilnahme bis …    | Gegner                          | Ergebnisspäteren Weltmeister | Trainer          | Bemerkungen und Besonderheiten                                                                                      |
| ---- | --------------------- | ------------------ | ------------------------------- | ---------------------------- | ---------------- | --- |
| 1991 | Volksrepublik China   | nicht qualifiziert |                                 |                              |                  | In der Qualifikation an den USA und Trinidad und Tobago gescheitert, das sich aber auch nicht qualifizieren konnte. |
| 1995 | Schweden              | nicht qualifiziert |                                 |                              |                  | In der Qualifikation an den USA und Kanada gescheitert.                                                             |
| 1999 | USA                   | Vorrunde           | Brasilien, Deutschland, Italien | 16.                          | Leonardo Cuéllar | Vorrundenaus als schlechtester Gruppendritter                                                                       |
| 2003 | USA                   | nicht qualifiziert |                                 |                              |                  | In der Qualifikation in den interkontinentalen Playoffs an Japan gescheitert.                                       |
| 2007 | Volksrepublik China   | nicht qualifiziert |                                 |                              |                  | In der Qualifikation wieder in den interkontinentalen Playoffs an Japan gescheitert.                                |
| 2011 | Deutschland           | Vorrunde           | England, Japan, Neuseeland      | 11.                          | Leonardo Cuéllar | Erster Punktgewinn, Vorrundenaus als Gruppendritter                                                                 |
| 2015 | Kanada                | Vorrunde           | Kolumbien, England, Frankreich  | 22.                          | Leonardo Cuéllar | Als Gruppenletzter ausgeschieden                                                                                    |
| 2019 | Frankreich            | nicht qualifiziert |                                 |                              |                  | In der Qualifikation an den USA und Panama gescheitert.                                                             |
| 2023 | Australien/Neuseeland | nicht qualifiziert |                                 |                              |                  | In der Vorrunde der CONCACAF W Championship 2022 gescheitert.                                                       |

### Statistik
(Angaben inkl. Qualifikation 2023: Neun Weltmeisterschaften)
- nicht teilgenommen: nie (0 %)
- nicht qualifiziert: sechsmal (66,7 %; 1991, 1995, 2003, 2007, 2019 und 2023)
- qualifiziert: dreimal (33,3 %; 1999, 2011 und 2015)
  - Vorrunde: dreimal (33,3 %; 1999, 2011 und 2015)

## Die Turniere

### WM 1991 in der Volksrepublik China
Für die erste WM der Frauen konnte sich Mexiko nicht qualifizieren. Als Nord- und Mittelamerika-Qualifikation diente ein Turnier in Port-au-Prince, der Hauptstadt Haitis. In der ersten Runde trafen die Mexikanerinnen auf die USA und verloren mit 0:12, bis heute die höchste Niederlage der Mexikanerinnen. Im zweiten Spiel gegen Trinidad und Tobago verloren sie mit 1:3, so dass sie schon vor dem Spiel gegen Martinique, das sich als Nicht-FIFA-Mitglied nicht für die WM qualifizieren konnte, keine Chance mehr hatten sich für die WM zu qualifizieren. Mit einem 8:1 gab es zumindest einen Sieg, womit Mexiko Dritter wurde. Letztlich konnte sich die USA als einziger CONCACAF-Vertreter für die WM qualifizieren und dort als erste CONCACAF-Mannschaft Fußballweltmeister werden.

### WM 1995 in Schweden
Vier Jahre später misslang dann ebenfalls die Qualifikation für die zweite WM der Frauen, obwohl den CONCACAF-Mannschaften nun zwei Startplätze zustanden. Das Qualifikations-Turnier fand in Montreal statt und Gegner waren die USA, Gastgeber Kanada, Trinidad und Tobago sowie Jamaika. Mexiko gewann nur gegen Jamaika und holte gegen Trinidad und Tobago einen Punkt, verlor aber die beiden anderen Spiele. Damit belegte Mexiko nur den dritten Platz hinter den USA und Kanada, die sich damit beide qualifizierten. Damit war Mexiko auch nicht für das erste Fußballturnier der Frauen bei den Olympischen Spielen 1996 qualifiziert an dem nur die acht besten Mannschaften der WM teilnehmen konnten.

### WM 1999 in den USA
Für die dritte Weltmeisterschaft musste sich die USA als Gastgeber nicht qualifizieren. Daher gab es für Mexiko einen Stolperstein weniger in der Qualifikation. Diese fand als CONCACAF Women’s Championship 1998 in Kanada statt und Mexiko nutzte das Fehlen der USA um Zweiter des Turniers zu werden. In der Vorrunde gelang den Mexikanerinnen zunächst gegen Costa Rica ein 3:2 Anschließend folgte ein 7:1 gegen Haiti. Mit einem 2:2 gegen Trinidad und Tobago wurde die Gruppenphase als Sieger abgeschlossen. Im Halbfinale folgte dann ein 8:0 gegen Guatemala. Das Finale gegen Kanada verlor Mexiko dann mit 0:1, konnte sich aber in den panamerikanischen Playoffs mit zwei Siegen (3:1 und 3:2) gegen Argentinien durchsetzen, so dass erstmals drei CONCACAF-Mannschaften an der WM-Endrunde teilnahmen.
In den USA war Südamerikameister Brasilien im ersten WM-Spiel der Gegner. Bereits in der dritten Minute musste Mexiko das erste Tor hinnehmen. Maribel Domínguez konnte dann zwar in der 10. Minute mit dem ersten WM-Tor für Mexiko ausgleichen, danach gelangen dem Südamerikameister noch sechs Tore, davon zwei weitere durch Pretinha, die schon das erste erzielt hatte und drei durch Sissi. Dabei erhielten vier mexikanische Spielerinnen die Gelbe Karte. Im zweiten Spiel machten es die Mexikanerinnen ihrem Trainer Leonardo Cuéllar nach, der 1978 als Spieler mit Mexiko gegen Deutschland mit 0:6 verloren hatte und verloren gegen Europameister Deutschland mit 0:6 – immerhin ohne dass eine mexikanische Spielerin verwarnt wurde. Im letzten Spiel gegen Vize-Europameister Italien folgte ein 0:2. Damit schied Mexiko in dieser Todesgruppe als schlechteste Mannschaft aus und konnte sich auch nicht für das Fußballturnier der Frauen bei den Olympischen Spielen 2000 qualifizieren.

### WM 2003 in den USA
Eigentlich sollte die WM 2003 wieder in der Volksrepublik China stattfinden. Wegen der SARS-Epidemie wurde das Turnier kurzfristig in die USA verlegt. Damit fand die Weltmeisterschaft zum zweiten Mal in den USA statt, womit die USA als einzige Nation zweimal nacheinander eine Fußball-WM ausrichteten. Als Gastgeber waren die USA zwar wieder automatisch qualifiziert, sie nahmen aber dennoch am als Qualifikation dienenden CONCACAF Women’s Gold Cup 2002 teil. Die Mexikanerinnen trafen dann auch in der Gruppenphase für die sie automatisch qualifiziert waren, im ersten Spiel auf die USA und verloren mit 0:3. Gegen Panama gelang dann ein 5:1 und gegen Trinidad und Tobago ein 2:0. Als Gruppenzweiter trafen sie auf Kanada und verloren mit 0:2. Im Spiel um Platz 3 wurde dann Costa Rica mit 4:1 bezwungen. Damit war Mexiko für die interkontinentalen Playoffs gegen Japan qualifiziert. Im Heimspiel gelang aber nur ein 2:2, so dass Mexiko nach einem 0:2 im Auswärtsspiel die WM verpasste und nur die USA und Kanada die CONCACAF vertraten.

### WM 2007 in der Volksrepublik China
Vier Jahre später fand dann die WM doch zum zweiten Mal in der Volksrepublik China statt. Der CONCACAF Women’s Gold Cup 2006 diente wieder als Qualifikationsturnier. Mexiko musste sich dafür durch Spiele gegen Nicaragua und El Salvador qualifizieren, die mit 9:0 und 8:0 gewonnen wurden. Belize, das ebenfalls zugelost worden war, war nicht angetreten. Damit erreichte Mexiko die Playoffs gegen einen Karibik-Sieger und gewann gegen Trinidad und Tobago mit 3:0. Im Halbfinale war dann die USA der Gegner, der erst dort eingreifen musste. Mit einem 0:2 musste Mexiko wieder in das Spiel um Platz 3, das gegen Jamaika mit 3:0 gewonnen wurde. Damit war Mexiko wieder für die interkontinentalen Playoffs gegen Japan qualifiziert. Nach einer 0:2-Niederlage im Auswärtsspiel wurde das Heimspiel zwar mit 2:1 gewonnen, dies reichte aber nicht um zur WM zu fahren, so dass wieder nur die USA und Kanada die CONCACAF vertraten.

### WM 2011 in Deutschland
Für die WM 2011 konnte sich Mexiko dann wieder qualifizieren. Beim CONCACAF Women’s Gold Cup 2010, der wieder als Qualifikationsturnier diente, war Mexiko als Ausrichter automatisch qualifiziert. Die Vorrunde wurde mit zwei Siegen gegen Trinidad und Tobago (2:0), Guyana (7:2) sowie einer Niederlage gegen Kanada (0:3) als Gruppenzweiter abgeschlossen. Dann konnte Mexiko im Halbfinale erstmals ein Spiel beim Gold Cup gegen die USA gewinnen (2:1), womit diese erstmals ein Spiel beim Gold Cup verloren. Somit stand überraschend nicht die USA, sondern Mexiko im Finale. Gegner war Kanada, das mit einem 1:0 zum zweiten Mal die Meisterschaft gewann. Mexiko war aber ebenso wie Kanada schon durch den Finaleinzug direkt für die WM qualifiziert. Durch ein 3:0 gegen Costa Rica im Spiel um Platz 3 wurde die USA dann zwar Dritter, dies reichte aber nicht zur direkten Qualifikation. Stattdessen musste die USA noch zwei Spiele gegen Italien bestreiten, die aber beide mit 1:0 gewonnen wurden, wodurch sich die USA als dritte CONCACAF-Mannschaft qualifizierte.
In Deutschland wurde Mexiko dann der Gruppe mit Japan, England und Neuseeland zugelost. Im ersten Spiel gegen England erreichten sie mit der erst 16 Jahre und 251 Tage alten Cecilia Santiago im Tor, der jüngsten Torhüterin, die jemals in einem WM-Spiele eingesetzt wurde, ein 1:1 und gewannen damit den ersten WM-Punkt. Im Spiel gegen den späteren Weltmeister Japan verloren sie aber mit 0:4. Damit war Japan, das zuvor auch gegen Neuseeland gewonnen hatte, bereits für das Viertelfinale qualifiziert. Mexiko konnte dieses nur bei einem Sieg im letzten Spiel gegen Neuseeland und einer gleichzeitigen Niederlage von England gegen Japan erreichen. Gegen den Ozeanienmeister ging Mexiko auch bereits in der 2. Minute durch ein Tor von Stephany Mayor mit 1:0 in Führung. Rekordtorschützin Maribel Domínguez erhöhte in der 29. Minute sogar auf 2:0. Dabei blieb es bis zur 90. Minute, dann fiel aber noch der Anschlusstreffer und in der vierten Minute der Nachspielzeit der Ausgleich, wodurch Neuseeland erstmals einen WM-Punkt erkämpfte. Ein Sieg hätte Mexiko aber auch nicht weitergeholfen, da England im Parallelspiel mit 2:0 gegen Japan gewann. Immerhin schied Mexiko nicht als Gruppenletzter aus.

### WM 2015 in Kanada
Für die siebte Weltmeisterschaft wurde die Zahl der Startplätze auf 24 erhöht und den CONCACAF-Mannschaften neben Gastgeber Kanada drei direkte Startplätze zugestanden. Eine weitere CONCACAF-Mannschaft hatte die Chance sich in panamerikanischen Playoffs gegen den Dritten der Südamerika-Qualifikation zu qualifizieren.
In der Qualifikation, für die wieder der CONCACAF Women’s Gold Cup 2014 diente, belegte Mexiko den dritten Platz und war so direkt für die WM qualifiziert. Dazu wurde nach einer 0:1-Niederlage gegen Costa Rica in der Vorrunde zunächst Martinique mit 10:0 besiegt – dem höchsten Länderspielsieg der Mexikanerinnen – und dann Jamaika mit 3:1. Damit stand Mexiko als Gruppenzweiter im Halbfinale, konnte da aber die Überraschung des vorherigen Turniers nicht wiederholen und verlor gegen die USA mit 0:3. Damit musste sich Mexiko über das Spiel um Platz 3 gegen Trinidad und Tobago für die WM qualifizieren. Dies gelang aber erst in der Verlängerung, in der mit 4:2 gewonnen wurde. Trinidad und Tobago scheiterte anschließend in den Playoffs durch ein last-minute-Tor an Ecuador, das sich damit erstmals qualifizierte. Costa Rica, das sich im Halbfinale im Elfmeterschießen gegen Trinidad und Tobago durchgesetzt hatte, verlor dann zwar im Finale mit 0:6, womit die USA ihren eigenen Finalrekord der ersten Austragung 1991 um ein Tor übertrafen, hatte sich durch den Finaleinzug aber auch erstmals für die WM qualifiziert.
Bei der Auslosung der Gruppen für die WM-Endrunde war Mexiko nicht gesetzt und wurde der Gruppe F mit Frankreich zugelost. Weitere Gegner waren Kolumbien und wie vier Jahre zuvor England. Die Mexikanerinnen errangen in den drei Gruppenspielen einen Punkt und schieden als Gruppenletzter aus dem Turnier aus.

### WM 2019 in Frankreich
In der Qualifikation, für die wieder der CONCACAF Women’s Gold Cup 2018 diente, schied Mexiko bereits nach der Gruppenphase aus. Zwar war Mexiko wie die USA und Kanada automatisch für den Gold Cup qualifiziert, unterlag aber zunächst im ersten Spiel den US-Amerikanerinnen mit 0:6 und hatte nach einem 4:1 gegen Qualifikant Trinidad & Tobago noch Hoffnung das Halbfinale zu erreichen. Durch eine 0:2-Niederlage gegen Qualifikant Panama wurde diese aber zunichtegemacht. Panama verlor anschließend gegen Kanada im Halbfinale und nach Elfmeterschießen gegen Jamaika das Spiel um Platz 3 und konnte dann die Chance in den panamerikanischen Playoffs gegen Argentinien nicht nutzen, um sich für die WM zu qualifizieren.

### WM 2023 in Australien und Neuseeland
Für die nun als CONCACAF W Championship 2022 firmierende Meisterschaft der CONCACAF, die als WM-Qualifikation diente, musste sich Mexiko, obwohl Gastgeber durch Spiele gegen Puerto Rico, Suriname, Antigua & Barbuda und Anguilla qualifizieren. Dies gelang mit vier Siegen und 34:0 Toren, von denen Alicia Cervantes allein fünf erzielte. Bei der Championship in Mexiko wurde in der Vorrunde gegen Jamaika mit 0:1, Haiti mit 0:3 und die USA mit 0:1 verloren. Damit wurden die Mexikanerinnen Gruppenletzte und verpassten wieder die WM.

## Spiele
Mexiko bestritt bisher neun WM-Spiele. Davon wurde keins gewonnen, sechs verloren und drei endeten remis.
Mexiko nahm nie am Eröffnungsspiel teil und spielte nie gegen den Gastgeber und den Titelverteidiger, aber einmal gegen den späteren Weltmeister (2011 in der Vorrunde). Bis 2015 waren alle Spiele einmalig, dann spielte Mexiko zum zweiten Mal gegen England. Nur ein Spiel war bisher das erste gegen die jeweiligen Gegner.
Mexiko spielte bisher gegen Mannschaften aller anderen Konföderationen außer Afrika, aber nur gegen die Meister von Europa, Südamerika und Ozeanien. 2015 spielte Mexiko in der einzigen Gruppe, in der kein Kontinentalmeister vertreten war.
Die meisten Spiele (je 6) bestritten Maribel Domínguez, Alina Garciamendez, Stephany Mayor, Mónica Ocampo, Nayeli Rangel, Cecilia Santiago. Maribel Domínguez erzielte die meisten Tore (2).
| Alle WM-Spiele |            |          |             |                       |          |                                |
| Nr.            | Datum      | Ergebnis | Gegner      | Austragungsort        | Anlass   | Bemerkungen                    |
| 1              | 19.06.1999 | 1:7      | Brasilien   | East Rutherford (USA) | Vorrunde |                                |
| 2              | 24.06.1999 | 0:6      | Deutschland | Portland (USA)        | Vorrunde | Erstes Spiel gegen Deutschland |
| 3              | 27.06.1999 | 0:2      | Italien     | Foxborough (USA)      | Vorrunde |                                |
| 4              | 27.06.2011 | 1:1      | England     | Wolfsburg (DEU)       | Vorrunde |                                |
| 5              | 01.07.2011 | 0:4      | Japan       | Leverkusen (DEU)      | Vorrunde |                                |
| 6              | 05.07.2011 | 2:2      | Neuseeland  | Sinsheim (DEU)        | Vorrunde |                                |
| 7              | 09.06.2015 | 1:1      | Kolumbien   | Moncton (CAN)         | Vorrunde |                                |
| 8              | 13.06.2015 | 1:2      | England     | Moncton (CAN)         | Vorrunde |                                |
| 9              | 17.06.2015 | 0:5      | Frankreich  | Ottawa (CAN)          | Vorrunde |                                |

Anmerkung: Fett gedruckte Mannschaften waren zum Zeitpunkt des Spiels Meister ihrer Konföderation.
Gegen diese Mannschaften kassierte die mexikanische Mannschaft ihre höchsten Niederlagen bei einem WM-Turnier:
- Deutschland 0:6 Vorrunde 1999
- Frankreich 0:5 Vorrunde 2015 – zudem ein 0:5 in einem Freundschaftsspiel
- Japan 0:4 Vorrunde 2011 – zudem ein 0:4 in einem Freundschaftsspiel

## Rekorde

### Spielerinnen

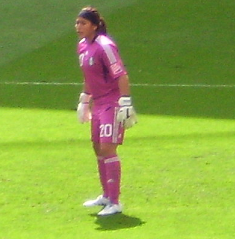
Cecilia Santiago, jüngste WM-Torhüterin

- Cecilia Santiago ist mit 16 Jahren und 251 Tagen beim Spiel gegen England 2011 die jüngste Torhüterin, die jemals bei einer WM eingesetzt wurde. Bei der WM 2011 kam sie in allen drei Spielen zum Einsatz.

### Trainer
- Leonardo Cuéllar war bis 2015 der einzige Trainer, der an einer WM der Männer als Spieler teilnahm. 1978 spielte er mit Mexiko u. a. gegen Deutschland (0:6).

### Negativrekorde
- Schlechteste Mannschaft bei der WM 1999 (von der FIFA auf Platz 16 eingestuft)
- Höchste Niederlagen bei einem WM-Turnier: 2011 in Deutschland – Mexiko gegen Japan und Kanada gegen Frankreich, jeweils 0:4
- Mexiko gehört zu den 11 Teilnehmern, die noch kein WM-Spiel gewinnen konnten.
- Bis 2015 höchste Niederlagen im ersten WM-Spiel: Mexiko – Brasilien 1:7 und Argentinien – Japan 0:6